# 西城镇 (安国市)
西城镇，是中华人民共和国河北省保定市安国市下辖的一个乡镇级行政单位。
2016年12月16日，河北省民政厅批复同意撤销西安国城乡，设立西城镇，镇人民政府驻西城村团结西路13号。

## 行政区划
西城镇下辖以下地区：
西安国城村、西叩村、南流罗村、北流罗村、横头村、东安国城村、马固村、南堡村、北堡村、东街村、西街村、南街村、北街村、东王奇村、西王奇村和王奇庄村。